# OSEK/VDX
OSEK(독일어: Offene Systeme und deren Schnittstellen für die Elektronik in Kraftfahrzeugen)는 임베디드 운영 체제, 통신 스택, 자동차용 임베디드 시스템의 네트워크 관리 프로토콜의 사양을 제작하는 표준화 단체이다. 또한 기타 관련된 규격을 제작하고 있다. OSEK은 자동차 전체의 다양한 전자 제어 장치를 위한 표준 소프트웨어 아키텍처(ECU)를 제공하도록 설계되었다. 1993년 5월 차량용 분산 컨트롤 유닛을 위한 open-ended 아키텍처의 산업 표준을 위한 독일 자동차 산업분야의 조인트 프로젝트로 시작되었다.

## 같이 보기
- AUTOSAR
- 임베디드 시스템
- IEC 61508
- ISO 26262